# Tournoi des Cinq Nations 1994
Navigation
Tournoi 1993 Tournoi 1995
Le Tournoi des Cinq Nations 1994 (du 15 janvier au 19 mars 1994) voit la victoire du pays de Galles à la différence de points devant l'Angleterre.

## Classement
Légende de la table :

J matchs joués, V victoires, N matchs nuls, D défaites
PP points pour, PC points contre, Δ différence de points PP-PC
Pts  points de classement
(2 points pour une victoire, 1 point en cas de match nul, rien pour une défaite)
T Tenante du titre 1993.
| Rang | Nation         | J | V | N | D | PP | PC | Δ   | Pts |
| ---- | -------------- | - | - | - | - | -- | -- | --- | --- |
| 1    | Pays de Galles | 4 | 3 | 0 | 1 | 78 | 51 | +27 | 6   |
| 2    | Angleterre     | 4 | 3 | 0 | 1 | 60 | 49 | +11 | 6   |
| 3    | France (T)     | 4 | 2 | 0 | 2 | 84 | 69 | +15 | 4   |
| 4    | Irlande        | 4 | 1 | 1 | 2 | 49 | 70 | -21 | 3   |
| 5    | Écosse         | 4 | 0 | 1 | 3 | 38 | 70 | -32 | 1   |

RAPPEL : depuis 1993, il est tenu compte des différences de points Δ=PP-PC pour départager les équipes à égalité de points de classement.

## Résultats
- Première journée : 15 janvier 1994

| Parc des Princes, Paris | France         | 35 - 15 | Irlande |
| Arms Park, Cardiff      | Pays de Galles | 29 - 6  | Écosse  |

- Deuxième journée : 5 février 1994

| Lansdowne Road, Dublin | Irlande | 15 - 17 | Pays de Galles |
| Murrayfield, Édimbourg | Écosse  | 14 - 15 | Angleterre     |

- Troisième journée : 19 février 1994

| Arms Park, Cardiff  | Pays de Galles | 24 - 15 | France  |
| Twickenham, Londres | Angleterre     | 12 - 13 | Irlande |

- Quatrième journée : 5 mars 1994

| Lansdowne Road, Dublin  | Irlande | 06 - 6  | Écosse     |
| Parc des Princes, Paris | France  | 14 - 18 | Angleterre |

- Cinquième journée : 19 mars 1994

| Murrayfield, Édimbourg | Écosse     | 12 - 20 | France         |
| Twickenham, Londres    | Angleterre | 15 - 8  | Pays de Galles |

## Les matchs

### Première journée
| 15 janvier 1994 14:30 GMT+1 | France | 35 - 15 | Irlande                | Parc des Princes, Paris 49 000 spectateurs Arbitre : J Fleming |
| 15 janvier 1994 14:30 GMT+1 | Essai(s) : 4 P Saint-André, Lacroix O Merle, Benetton Transformation(s) : 3/4 Lacroix Pénalité(s) : 3 Lacroix |         | Pénalité(s) : 5 Elwood | Parc des Princes, Paris 49 000 spectateurs Arbitre : J Fleming |
| 15 janvier 1994 14:30 GMT+1 | |         |                        | Parc des Princes, Paris 49 000 spectateurs Arbitre : J Fleming |

Composition des équipes

 France entraînée par Pierre Berbizier
- Titulaires 15.Jean-Luc Sadourny 14. Philippe Bernat-Salles 13. Philippe Sella 12. Thierry Lacroix 11. Philippe Saint-André 10. Alain Penaud 9. Fabien Galthié 7. Abdelatif Benazzi 8. Marc Cécillon 6. Philippe Benetton 5. Olivier Roumat  4. Olivier Merle 3. Philippe Gallart 2. Jean-Michel Gonzales 1. Louis Armary
- Remplaçants...

 Irlande entraînée par Gerry Murphy
- Titulaires 15. Conor O'Shea 14. Richard Wallace 13. Vince Cuningham 12. Phil Danaher 11. Simon Geoghegan 10. Eric Elwood 9. Michael Bradley  7. Ken O'Connell 8. Brian Robinson 6. Mick Galwey 5. Neil Francis 4. Paddy Johns 3. Peter Clohessy 2. Terry Kingston1. Nick Popplewell
- Remplaçants 16. Garret Halpin 17. Rob Saunders 18...

| 15 janvier 1994 | Pays de Galles                                                                            | 29 - 6 | Écosse                   | Arms Park, Cardiff Arbitre : P Robin |
| 15 janvier 1994 | Essai(s) : 3 Evans, Rayer (2) Transformation(s) : 1/3 N Jenkins Pénalité(s) : 4 N Jenkins |        | Pénalité(s) : 2 Hastings | Arms Park, Cardiff Arbitre : P Robin |
| 15 janvier 1994 |                                                                                           |        |                          | Arms Park, Cardiff Arbitre : P Robin |

Composition des équipes

 Pays de Galles entraîné par Alan Davies
- Titulaires 15. Tony Clement 14. Ieuan Evans  13. Michael Hall 12. Nigel Davies 11. Nigel Walker 10. Neil Jenkins 9. Rupert Moon 7. Mark Perego 8. Scott Quinnell 6. Emyr Lewis 5. Gareth Llewellyn 4. Phil Davies 3. Davies 2. Garin Jenkins 1. Ricky Evans
- Remplaçants 16.Robert Jones 17. Mike Rayer 18. Barry Williams 19. Huw Williams-Jones 20. Hemi Taylor 21. Tony Copsey

 Écosse entraînée par Jim Telfer
- Titulaires 15. Gavin Hastings  14. Tony Stanger 13. Gregor Townsend 12. Ian Jardine 11. Kenny Logan 10. Craig Chalmers 9. Andy Nicol 7. Iain Morrison 8. Rob Wainwright 6. Derek Turnbull 5. Shade Munro 4. Neil Edwards 3. Paul Burnell 2. Kenny Milne 1. Peter Wright
- Rempaçants 16. Derdk Stark 17. Douglas Wyllie 18. Graham Redpath 19. Doddie Weir 20. Allan Sharp 21. Kevin McKenzie

### Deuxième journée
| 5 février 1994 | Irlande                | 15 - 17 | Pays de Galles                                 | Lansdowne Road, Dublin Arbitre : A Spreadbury |
| 5 février 1994 | Pénalité(s) : 5 Elwood |         | Essai(s) : N Jenkins Pénalité(s) : 4 N Jenkins | Lansdowne Road, Dublin Arbitre : A Spreadbury |
| 5 février 1994 |                        |         |                                                | Lansdowne Road, Dublin Arbitre : A Spreadbury |

Composition des équipes

 Irlande entraînée par Gerry Murphy
- Titulaires 15. Conor O'Shea 14. Richard Wallace 13. Mark McCall 12. Phil Danaher 11. Simon Geoghegan 10. Eric Elwood 9. Michael Bradley  7. Denis McBride 8. Paddy Johns 6. Brian Robinson 5. Neil Francis 4. Mick Galwey 3. Peter Clohessy 2. Terry Kingston 1. Nick Popplewell
- Remplaçants 16. Ciaran Clarke 17. Rob Saunders 18. Garret Halpin 19. Alan MacGowan 20. Ken O'Connell 21. Keith Wood

 Pays de Galles entraînée par Alan Davies
- Titulaires 15. Tony Clement 14. Ieuan Evans  13. Michael Hall 12. Nigel Davies 11. Wayne Proctor 10. Neil Jenkins 9. Rupert Moon 7. Mark Perego 8. Scott Quinnell 6. Emyr Lewis 5. Gareth Llewellyn 4. Davies 3. John Davies 2. Garin Jenkins 1. Ricky Evans
- 'Remplaçants 16. Mike Rayer 17. Simon Hill 18. Robert Jones 19. Robin McBryde 20. Huw Williams-Jones 21. Tony Copsey

| 5 février 1994 | Écosse                                                            | 14 - 15 | Angleterre              | Murrayfield Stadium, Édimbourg Arbitre : L McLaren |
| 5 février 1994 | Essai(s) : Wainwright Pénalité(s) : 2 Hastings Drop(s) : Townsend |         | Pénalité(s) : 5 Callard | Murrayfield Stadium, Édimbourg Arbitre : L McLaren |
| 5 février 1994 |                                                                   |         |                         | Murrayfield Stadium, Édimbourg Arbitre : L McLaren |

Composition des équipes

 Écosse entraînée par Jim Telfer
- Titulaires 15. Gavin Hastings  14. Tony Stanger 13. Scott Hastings 12. Douglas Wyllie 11. Kenny Logan 10. Gregor Townsend 9. Gary Armstrong 7. Rob Wainwright 8. Doddie Weir 6. Peter Walton 5. Andy Reed 4. Shade Munro 3. Paul Burnell 2. Kenny Milne 1. Allan Sharp
- Remplaçants 16. Derek Stark 17. Ian Jardine 18. Bryan Redpath 19. Ian Smith 20. Alan Watt 21. Kevin McKenzie

 Angleterre entraînée par Geoff Cooke
- Titulaires 15. Jonathan Callard 14. Tony Underwood 13. Will Carling  12. Phil de Glanville 11. Rory Underwood 10. Rob Andrew 9. Kyran Bracken 7. Neil Back 8. Ben Clarke 6. Jon Hall 5. Martin Johnson 4. Martin Bayfield 3. Victor Ubogu 2. Brian Moore 1. Jason Leonard
- Remplaçants 16. Mike Catt 17. Stuart Barnes 18. Dewi Morris 19. Graham Rowntree 20. Graham Dawe 21. Steve Ojomoh

### Troisième journée
| 19 février 1994 | Angleterre              | 12 - 13 | Irlande                                                                | Twickenham Stadium, Londres Arbitre : P Thomas |
| 19 février 1994 | Pénalité(s) : 4 Callard |         | Essai(s) : Geoghegan Transformation(s) : Elwood Pénalité(s) : 2 Elwood | Twickenham Stadium, Londres Arbitre : P Thomas |
| 19 février 1994 |                         |         |                                                                        | Twickenham Stadium, Londres Arbitre : P Thomas |

| 19 février 1994 | Pays de Galles                                                                            | 24 - 15 | France                                                                           | National Stadium, Cardiff 52 000 spectateurs Arbitre : L McLachlan |
| 19 février 1994 | Essai(s) : 2 Quinnell, Walker Transformation(s) : 1/2 N Jenkins Pénalité(s) : 4 N Jenkins |         | Essai(s) : 2 Roumat, Sella Transformation(s) : 1/2 Lacroix Pénalité(s) : Lacroix | National Stadium, Cardiff 52 000 spectateurs Arbitre : L McLachlan |
| 19 février 1994 |                                                                                           |         |                                                                                  | National Stadium, Cardiff 52 000 spectateurs Arbitre : L McLachlan |

### Quatrième journée
| 5 mars 1994 | France                                     | 14 - 18 | Angleterre                              | Parc des Princes, Paris 48 717 spectateurs Arbitre : S Hilditch |
| 5 mars 1994 | Essai(s) : Benazzi Pénalité(s) : 3 Lacroix |         | Pénalité(s) : 5 Andrew Drop(s) : Andrew | Parc des Princes, Paris 48 717 spectateurs Arbitre : S Hilditch |
| 5 mars 1994 |                                            |         |                                         | Parc des Princes, Paris 48 717 spectateurs Arbitre : S Hilditch |

Composition des équipes

 France entraînée par Pierre Berbizier
- Titulaires 15. Jean-Luc Sadourny 14. William Téchoueyres 13. Philippe Sella 12. Thierry Lacroix 11. Philippe Saint-André 10. Alain Penaud 9.Fabien Galthié 7. Laurent Cabannes 8. Philippe Benetton 6. Abdelatif Benazzi 5. Olivier Roumat  4. Olivier Merle 3. Philippe Gallart 2. Jean-Michel Gonzales 1. Laurent Benezech
- Remplaçants 16...

 Angleterre entraînée par Geoff Cooke
- Titulaires 15. David Pears 14. Ian Hunter 13. Will Carling  12. Phil de Glanville 11. Tony Underwood 10. Rob Andrew 9. Dewi Morris 7. Ben Clarke 8. Steve Ojomoh 6. Tim Rodber 5. Nigel Redman 4. Martin Johnson 3. Victor Ubogu 2. Brian Moore 1. Jason Leonard
- Remplaçants 16...

| 5 mars 1994 | Irlande                | 6 - 6 | Écosse                   | Lansdowne Road, Dublin Arbitre : Ed Morrison |
| 5 mars 1994 | Pénalité(s) : 2 Elwood |       | Pénalité(s) : 2 Hastings | Lansdowne Road, Dublin Arbitre : Ed Morrison |
| 5 mars 1994 |                        |       |                          | Lansdowne Road, Dublin Arbitre : Ed Morrison |

Composition des équipes

 Irlande entraînée par Gerry Murphy
- Titulaires 15. Conor O'Shea 14. Richard Wallace 13. Maurice Field 12. Phil Danaher 11. Simon Geoghegan 10. Eric Elwood 9. Michael Bradley  7. Denis McBride 8. Paddy Johns 6. Brian Robinson 5. Neil Francis 4. Mick Galwey 3. Peter Clohessy 2. Terry Kingston 1. Nick Popplewell
- Remplaçants 16. Ciaran Clarke 17. Alan MacGowan 18. Rob Saunders 19. Ken O'Connell 20. Garret Halpin 21. Keith Wood

 Écosse entraînée par Jim Telfer
- Titulaires 15. Gavin Hastings  14. Tony Stanger 13. Scott Hastings 12. Douglas Wyllie 11. Kenny Logan 10. Gregor Townsend 9. Gary Armstrong 7. Ian Smith 8. Doddie Weir 6. Peter Walton 5. Andy Reed 4. Shade Munro 3. Paul Burnell 2. Kenny Milne 1. Allan Sharp
- Remplaçants 16.Michael Dods 17. Craig Chalmers 18. Bryan Redpath 19. Carl Hogg 20. Peter Wright 21. Kenny McKenzie

### Cinquième journée
| 19 mars 1994 | Écosse                   | 12 - 20 | France                                                                                                 | Murrayfield Stadium, Édimbourg 49 000 spectateurs Arbitre : D Bevan |
| 19 mars 1994 | Pénalité(s) : 4 Hastings |         | Essai(s) : 2 Sadourny, P Saint-André Transformation(s) : 2/2 Lacroix, Montlaur Pénalité(s) : 2 Lacroix | Murrayfield Stadium, Édimbourg 49 000 spectateurs Arbitre : D Bevan |
| 19 mars 1994 |                          |         | | Murrayfield Stadium, Édimbourg 49 000 spectateurs Arbitre : D Bevan |

Composition des équipes

 Écosse entraînée par Jim Telfer
- Titulaires 15. Gavin Hastings  14. Tony Stanger 13. Scott Hastings 12. Douglas Wyllie 11. Kenny Logan 10. Gregor Townsend 9. Bryan Redpath 7. Ian Smith 8. Doddie Weir 6. Peter Walton 5. Andy Reed 4. Shade Munro 3. Paul Burnell 2. Kenny Milne 1. Allan Sharp
- Remplaçants 16. Michael Dods 17. Craig Chalmers 18. Andy Nicol 19. Carl Hogg 20. Peter Wright 21. Kevin McKenzie

 France entraînée par Pierre Berbizier
- Titulaires 15. Jean-Luc Sadourny 14. William Téchoueyres 13. Philippe Sella 12. Yann Delaigue 11. Philippe Saint-André 10. Thierry Lacroix 9. Alain Macabiau 7. Laurent Cabannes 8. Abdelatif Benazzi 6. Philippe Benetton 5. Olivier Merle 4. Olivier Brouzet 3. Laurent Seigne 2. Jean-Michel Gonzales 1. Laurent Benezech
- Remplaçants 16. Émile Ntamack 17. Pierre Montlaur 18. Fabien Galthié 19. Xavier Blond 20. Philippe Gallart 21. Fabrice Landreau

| 19 mars 1994 | Angleterre                                                                         | 15 - 8 | Pays de Galles                            | Twickenham Stadium, Londres Arbitre : J Fleming |
| 19 mars 1994 | Essai(s) : 2 Rodber, Underwood Transformation(s) : 1/2 Andrew Pénalité(s) : Andrew |        | Essai(s) : Walker Pénalité(s) : N Jenkins | Twickenham Stadium, Londres Arbitre : J Fleming |
| 19 mars 1994 |                                                                                    |        |                                           | Twickenham Stadium, Londres Arbitre : J Fleming |

Composition des équipes

 Angleterre entraînée par Geoff Cooke
- Titulaires 15. Ian Hunter 14. Tony Underwood 13. Will Carling  12. Phil de Glanville 11. Rory Underwood 10. Rob Andrew 9. Dewi Morris 7. Ben Clarke 8. Dean Richards 6. Tim Rodber 5. Nigel Redman 4. Martin Johnson 3. Victor Ubogu 2. Brian Moore 1. Jason Leonard
- Remplaçants 16. Jonathan Callard 17. Mike Catt 18. Kyran Bracken 19. Steve Ojomoh 20. Graham Rowntree 21. Graham Dawe

 Pays de Galles entraîné par Alan Davies
- Titulaires 15. Mike Rayer 14. Ieuan Evans  13. Michael Hall 12. Nigel Davies 11. Nigel Walker 10. Neil Jenkins 9. Rupert Moon 7. Mark Perego 8. Scott Quinnell 6. Emyr Lewis 5. Gareth Llewellyn 4. Phil Davies 3. John Davies 2. Scott Jenkins 1. Ricky Evans
- Remplaçants 16. Robert Jones 17. Simon Hill 18. Tony Clement 19. Robin McBryde 20. Huw Williams-Jones 21. Tony Copsey